# Ivan Kalita (ruiter)
Ivan Kalita (Oblast Tambov, 14 januari 1927 - onbekend, 29 maart 1996) is een voormalig ruiter uit de Sovjet-Unie, die gespecialiseerd was in dressuur. Kalita maakte zijn olympische debuut in Rome met een vijfde plaats individueel. Vier jaar later tijdens de Olympische Zomerspelen 1964 werd hij individueel vijftiende en behaalde de bronzen medaille in de landenwedstrijd. Kalita behaalde tijdens de Olympische Zomerspelen 1968 zijn beste prestatie individueel met een vierde plaats in de landenwedstrijd won Kalita met het Sovjet team de zilveren medaille. Op de Olympische Zomerspelen 1972 behaalde Kalita de gouden medaille in de landenwedstrijd en de vijfde plaats individueel. Bij Kalita zijn vijfde olympische optreden viel hij met de vierde plaats in de landenwedstrijd net buiten de medailles individueel werd hij vijftiende.

## Resultaten
- Olympische Zomerspelen 1960 in Rome 5e individueel dressuur met Korbey
- Olympische Zomerspelen 1964 in Tokio 15e individueel dressuur met Moar
- Olympische Zomerspelen 1964 in Tokio  landenwedstrijd dressuur met Moar
- Olympische Zomerspelen 1968 in Mexico-Stad 4e individueel dressuur met Absent
- Olympische Zomerspelen 1968 in Mexico-Stad  landenwedstrijd dressuur met Absent
- Olympische Zomerspelen 1972 in München 5e individueel dressuur met Tarif
- Olympische Zomerspelen 1972 in München  landenwedstrijd dressuur met Tarif
- Olympische Zomerspelen 1976 in Montreal 13e individueel dressuur met Tarif
- Olympische Zomerspelen 1976 in Montreal 4e landenwedstrijd dressuur met Tarif

1928: von Langen, Linkenbach, Lotzbeck ·
1932: Lesage, Marion, Jousseaume ·
1936: Pollay, Gerhard, Oppeln-Bronikowski ·
1948: Jousseaume, Saint-Fort Paillard, Buret ·
1952: Saint Cyr, Boltenstern, Persson ·
1956: Saint Cyr, Boltenstern, Persson ·
1964: Boldt, Klimke, Neckermann ·
1968: Neckermann, Klimke, Linsenhoff ·
1972: Petoesjkova, Kizimov, Kalita ·
1976: Boldt, Klimke, Grillo ·
1980: Kovsjov, Oegrjoemov, Misevitsj ·
1984: Klimke, Sauer, Krug ·
1988: Klimke, Linsenhoff, Theodorescu, Uphoff ·
1992: Balkenhol, Uphoff, Theodorescu, Werth ·
1996: Balkenhol, Schaudt, Theodorescu, Werth ·
2000: Werth, Capellmann, Salzgeber, Simons-de Ridder ·
2004: Kemmer, Schmidt, Schaudt, Salzgeber ·
2008: Kemmer, Capellmann, Werth ·
2012: Hester, Bechtolsheimer, Dujardin ·
2016: Rothenberger, Schneider, Bröring-Sprehe, Werth ·
2020: von Bredow-Werndl, Schneider, Werth ·
2024: Wandres, von Bredow-Werndl, Werth